# Retro Stefson
Retro Stefson är ett isländskt alternativt pop/rock-band som bildades i Reykjavik 2006. Bandet är signerat av Vertigo-Berlin/Universal. 
Retro Stefson slog igenom på den isländska scenen genom mycket liveframträdanden, bland annat på Iceland Airwaves och Grand Rokk. De signerades av skivbolaget Kimi Records 2008 och släppte två skivor exklusivt för Island, Montana (2008) respektive Kimbabwe (2010). Retro Stefson var unga när de signerades, bandmedlemmarnas medelålder vid första skivan Montana (2008) var 15 år. 2011 signerades det av Vertigo-Berlin/Universal och har numera haft 3 listettor på Island och skall hösten 2013 på europaturné. Retro Stefson sjunger på engelska, isländska och portugisiska. Det mångkulturella bandet med medlemmar med bakgrund ifrån Angola, Portugal och Island har sagt att ett av deras mål med sin musik är att bekämpa rasism.

## Medlemmar
- Þorbjörg R. Gunnarsdóttir - synt
- Logi Pedro Stefánsson - bas
- Jon Ingvi Seljeseth - synt/piano
- Gylfi Sigurðsson - trummor
- Þórður Jörundsson - gitarr
- Haraldur Ari Stefánsson - sång/slagverk
- Unnsteinn Manuel Stefánsson - sång/gitarr

## Diskografi
- Montana (2008)
- Kimbabwe (2010)
- Retro Stefson (2011)